# Рабочая партия социалистического единства
Рабочая партия социалистического единства (порт.: Partido Operário de Unidade Socialista, или POUS) — троцкистская политическая партия в Португалии. Португальская секция ламбертистского Четвёртого Интернационала.

## Краткая история и деятельность
ПОУС была основана в 1976 году по инициативе депутатов парламента от Португальской социалистической партии (ПСП) Антонью Айриша Родригиша (Antonio Aires Rodrigues) и Кармелинды Перейра (Carmelinda Pereira). Первоначально называлась Организация Четвёртого Интернационала. Нынешнее название приняла в сентябре 1979 года после объединения Движения за социалистическое единство и Социалистической организации трудящихся. В 1994 ПОУС была переименована в Движение за единство трудящихся (MUT), но в 1999 году приняла прежнее название. В 2001 году партию возглавил Анисету Барбоза (Aniceto Barbosa).
Партия выступает за выход Португалии из Европейского союза и запрет на увольнения. Пользуется незначительной поддержкой избирателей. На парламентских выборах в 2005 году партия получила 0,10 % голосов избирателей. На выборах в Европейский парламент в 2009 г. ПОУС получила 5 101 голос, и 0,14 %, что больше, чем на выборах в 2004, когда она собрала 4 275 голосов (0,13 %). На выборах в Европарламент в 2014 г. заняла последнее место.

## Результаты партии на выборах
| 1979 | ПОУС     | Законодательные       | 12 713 | 0,21 % | — |
| 1980 | ПОУС/СПТ | Законодательные       | 83 095 | 1,38 % | — |
| 1983 | ПОУС     | Законодательные       | 19 675 | 0,34 % | — |
| 1985 | ПОУС     | Законодательные       | 19 085 | 0,33 % | — |
| 1987 | ПОУС     | Законодательные       | 9 185  | 0,16 % | — |
| 1989 | ПОУС     | Европейский парламент | 11 182 | 0,27 % | — |
| 1994 | MUT      | Европейский парламент | 2 893  | 0,10 % | — |
| 1995 | MUT      | Законодательные       | 2 544  | 0,04 % | — |
| 1999 | ПОУС     | Европейский парламент | 5 565  | 0,16 % | — |
| 1999 | ПОУС     | Законодательные       | 4 104  | 0,08 % | — |
| 2002 | ПОУС     | Законодательные       | 4 316  | 0,08 % | — |
| 2004 | ПОУС     | Европейский парламент | 4 275  | 0,13 % | — |
| 2005 | ПОУС     | Законодательные       | 5 535  | 0,10 % | — |
| 2009 | ПОУС     | Европейский парламент | 5 177  | 0,15 % | — |
| 2009 | ПОУС     | Законодательные       | 4 320  | 0,08 % | — |

(Источник: Национальная избирательная комиссия) 